# Liste der Wegekreuze und Bildstöcke in Würselen
Die Liste der Wegekreuze und Bildstöcke in Würselen listet die Flur- und Wegekreuze sowie die Bildstöcke mit ihrer jeweiligen persönlichen Geschichte – soweit bekannt – in Würselen ohne Anspruch auf Vollständigkeit auf.

## Liste
| Standort                                                                  | Stadt-/Ortsteil | Datierung              | Beschreibung/Inschrift | Bild           |
| ------------------------------------------------------------------------- | --------------- | ---------------------- | --- | -------------- |
| Aachener Straße (Lage)                                                    | Scherberg       | unbekannt              | Weißes Holzkreuz für eine Tote durch Verkehrsunfall gegenüber Gut Kaisersruh im Jahr 2016. Ein männlicher Fahrer kam aus Richtung Würselen und hatte zu Beginn einer mittigen Grüninsel den Fahrstreifen verlassen und war auf die Spur für den Gegenverkehr gefahren wo er ungebremst mit dem Auto einer 26-Jährigen zusammenstieß. Die 26-Jährige starb noch an der Unfallstelle. Ihr 33-Jähriger Begleiter wurde schwer, aber nicht lebensgefährlich verletzt. |                |
| Aachener Straße (Lage)                                                    | Scherberg       | 2024                   | Metallkreuz für zwei Tote durch Verkehrsunfall an der Bushaltestellen nördlich von Haus-Nr. 209. Ein Transporte war nach einem riskanten Überholmanöver, bei dem er die Kontrolle über den Wagen verlor, auf den Gehweg der Bushaltestelle gefahren und tötete eine dort wartende Mutter mit ihrem Kind. Das alte Holzkreuz an derselben Stelle mit der Inschrift: „Für immer geliebt – Larissa & Aaliyah – 01.09.2021“: |                |
| Ackerstraße/ Holzweg (Lage)                                               | Linden-Neusen   | 1908                   | Erinnerungskreuz für den Landwirt Nikolaus Merx des benachbarten Ackerhofes. Eingemeißelt: „Errichtet von Nikolaus Merx * 31.7.1818, † 29.3.1908“. Im Sockel eingemeißelt: „Mein Jesus Barmherzigkeit!“ 1970 renoviert und Kruzifix erneuert (Jahreszahl 1970 eingraviert); 230 cm hoch. |                |
| Adamsmühle (Lage)                                                         | Scherberg       | Juli 2014              | Metallkreuz zur Erinnerung an zwei gefallene Soldaten des Zweiten Weltkriegs; Einweihung am 25. Oktober 2014, Kreuz endend in Dreipässen, angebrachte Plakette mit der Inschrift: „In Erinnerung an die 1944 im Kampf um Aachen gefallenen Soldaten“ Stellvertretend für alle Opfer: Gefreiter Leonard Vorbuchner, Artillerie-Regt. 116. Panzer-Division * 10.02.1922 in Bayern † 19.09.1944 in Würselen PFC Allison Ray Jackson, 30th Inf. Div., 119th Inf. Regt. * 20.12.1921 in Tennessee, USA † 07.11.1944 in Würselen „Es sind die Lebenden, die den Toten die Augen schließen. Es sind die Toten, die den Lebenden die Augen öffnen." (Heraklit, griech. Philosoph;) Aufgestellt durch die Z.I.F. (Zeitgeschichte Interdisziplinäre Forschungsgruppe) (www.zif-info.de) Im Juli 2014“ | weitere Bilder |
| Alte Mühle 2 Wegekreuz Pütz (Lage)                                        | Bardenberg      | 1944                   | Steinkreuz beim Gutshof „Alte Mühle“, Postament mit der Inschrift: „Dem Allgütigen zum Danke für gnädige Errettung aus dem fürchterlichen Kriegsgeschehen des Jahres 1944 – Gestiftet von Familie Pütz“. |                |
| Alter Schüttsberg/ Ather Straße 10 (Lage)                                 | Bardenberg      | 1808                   | Metallkreuz mit Kruzifix, oben auf dem Kreuz angebrachte Plakette mit der Inschrift „INRI“, unten im Stamm eingeritzt „ANNO 1808“. |                |
| Am Güterbahnhof (Lage)                                                    | Bissen          | 1988                   | Von der Salmanus-Bogen-Schützengesellschaft 1889 e.V. errichtet, 2012 restauriert. |                |
| Am Mühlenhaus/ Pleyer Straße (Lage)                                       | Bardenberg      | 1891                   | Dreigeschossiger Sockel mit Kreuz mit Knorpel und Kruzifix, 313 cm hoch, schräg abschließend, Blaustein. Im Querbalken eingemeißelt: „Mein Jesus Barmherzigkeit!“ Postament mit der Inschrift: „Christus unsere Hoffnung 1891“. Die Gesamtanlage steht seit dem 4. Oktober 1985 unter der Nummer A 71/St unter Denkmalschutz. |                |
| Ankerstraße/ Oppener Straße (Lage)                                        | Oppen-Haal      | unbekannt              | Holzkreuz mit Kruzifix, oben auf dem Kreuz angebrachte Plakette mit der Inschrift „INRI“. |                |
| Bardenberger Straße 102/ Burgstraße (Lage)                                | Bardenberg      | 1913                   | Steinkreuz auf Altartisch mit Kruzifix aus Metallguss, mehrfach zerstört, aber immer wieder instand gesetzt. |                |
| Birk (Lage)                                                               | Birk            | 1961                   | Holzkreuz mit Kruzifix unter halbrundem Schutzdach 100 Meter südlich von Gut Pfaffenholz. Das Kreuz wurde 2004 von anderer Stelle in Birk hierher versetzt. Früher diente als Basis ein alter Mühlstein. | weitere Bilder |
| Birker Weg (Lage)                                                         | Birk            | ca. 1970               | Blausteinsockel mit Kruzifix, im unteren Teil ein eingesetztes Relief eines Christuskopfes, Inschrift auf gerolltem Schild „INRI“, Gesamthöhe 248 cm. Seit Mitte des 18. Jahrhunderts stand hier ein Steinkreuz, es wurde im Zweiten Weltkrieg völlig zerstört, nach 1945 stand hier ein Holzkreuz. Um 1970 Erwerb des bestehenden Kreuzes von einem belgischen Friedhof, welches restauriert wurde. |                |
| Broicher Pfad (Lage)                                                      | Broich          | unbekannt              | Bildstock unter Schutzdach vor der Einfahrt zum Gut „Broicher Hof“, Bild mit Maria. |                |
| Broicher Straße Fahrweg vor Euchener Bach (Lage)                          | Euchen          | 2011                   | Ehemaliges Grabkreuz eines Würselener Friedhofs als Ersatz für ein schmiedeeisernes Kreuz, das 2011 gestohlen wurde. Breiter querrechteckiger Fuß mit Darstellung „Jesus fällt unter das Kreuz“, aufgebaut auf querrechteckigem Steinsockel. |                |
| Broicher Straße 118 (Lage)                                                | Broich          | 1760                   | Im Jahr 1760 ist beim Vogelschuss in Broich wohl versehentlich ein Jakobus Becker durch einen Schuss aus einer anderen Büchse tödlich getroffen worden. Auf dem Kreuz wird darum gebeten, für ihn ein Pater Noster und ein Ave Maria zu beten. Das Kreuz wurde mehrmals verstellt. Auf dem jetzigen Dreiecksplatz (Stand 2021) steht es seit 1993. |                |
| Broicher Straße Kloster Broich (Lage)                                     | Broich          | unbekannt              | Metallkreuz mit seitlich angebrachten Symbolen für Alpha und Omega im Blausteinrahmen der ehemaligen Eingangstür zum Turm der Klosterkirche von Kloster Broich, heute Teil des Heilig-Geist-Gymnasiums. |                |
| Broicher Straße Kloster Broich (Lage)                                     | Broich          | unbekannt              | Steinkreuz mit Korpus am Kopf des Gräberfeldes der ehemaligen Mönche von Kloster Broich. Auf dem Postament unter einer stilisierten Gravur mit Gott Vater, dem Heiligen Geist und dem Herz Jesu ist die Inschrift: „Coemeterium Sodalium Congregationis Sancti Spiritus et Immaculati Cordis Mariae“. (deutsch: „Friedhof der Mitglieder der Kongregation vom Heiligen Geist und des Unbefleckten Herzens Mariens“) |                |
| Broicher Straße Kloster Broich (Lage)                                     | Broich          | 1957                   | Gemauertes Kreuz in der Giebelwand vom Kloster Broich. |                |
| Broicher Straße/ Blumenrather Straße (Lage)                               | Linden-Neusen   | 1967                   | Steinkreuz mit Jesusbildnis in der Kreuzmitte, Gesamthöhe 200 cm. |                |
| Dommerswinkel/ Joststraße (Lage)                                          | Weiden          | 1888                   | Das Kreuz steht an der Stelle der ehemaligen St. Jodokus-Kapelle, 1888 errichtet, Sockel jünger. Nachdem bei Sturm die dahinterliegende Linde auf das Kreuz gefallen war (ca. 1995?) wurde das Kreuz restauriert und ein neuer Setzling (wieder Linde) gepflanzt. Eingemeißelte Inschrift auf dem Postament: „Christus hat für uns gelitten und uns ein Beispiel hinterlassen, dass wir in seine Fussstapfen eintreten sollen. 1 Petri 2.21“. „Erecta sum anno Domine 1888“. Gesamthöhe 286 cm. Die Gesamtanlage steht seit dem 4. Oktober 1985 unter der Nummer A 74/St unter Denkmalschutz. | weitere Bilder |
| Dorfstraße/ Niederbardenberger Straße (Lage)                              | Bardenberg      | 1899                   | Im Postament unter dem eingemeißeltem Kreuz ist die Inschrift: „Im Kreuz ist Heil“ eingraviert. Im untersten Sockelbereich ist die Jahreszahl 1899 eingemeißelt Gesamthöhe 363 cm Die Gesamtanlage steht seit dem 4. Oktober 1985 unter der Nummer A 73/St unter Denkmalschutz. |                |
| Duffesheider Weg (Lage)                                                   | Bardenberg      | unbekannt              | Hagelkreuz aus Puddeleisen mit Kruzifix, aufgestellt an der Einmündung des Feldweges südlich Haus-Nr. 141. In der Nacht vom 19. auf 20. Dezember 2012 wurde es durch Vandalismus beschädigt und 2013 wiederhergestellt. |                |
| Elchenrather Straße/ Nordstraße 106 (Lage)                                | Elchenrath      | 1936                   | Kreuzanlage Elchenrath, stilisiert wie ein Heiligenhäuschen mit spitzem Giebel unter Satteldach. Holzkreuz mit rückseitiger Holzwand, aufgebaut auf Blausteinsockel, Kruzifix flankiert von Maria und Johannes, 395 cm, aufwändige Schnitzereien unter dem Schutzdach, ausgearbeitet von Hermann Derichs, eingraviert: „Rette deine Seele“ und „ANNO 1936“. |                |
| Elchenrather Weg/ Quemeller Weg (Lage)                                    | Euchen          | 2004                   | Vor dem Zweiten Weltkrieg stand hier ein Wegkreuz, dessen Verbleib unbekannt ist. Nach dem Zweiten Weltkrieg wurde ca. 60 Meter entfernt an der Kreuzung Broicher Straße/Fabrikstraße eine neue Anlage errichtet. Diese Anlage bestand aus einem aus Ziegelsteinen gemauerten Sockel, der als Altar bei Fronleichnamsprozessionen diente, einem Holzkreuz mit Korpus und Dach. Bei einem Autounfall wurde die Anlage in den 1970er Jahren komplett zerstört. Die neue Anlage war eine moderne Holz-Metall-Konstruktion. Im Jahr 2003 wurde auch dieses Kreuz bei einem Autounfall zerstört. Das neue, moderne Kreuz wurde wieder an den alten Platz des Vor-Kriegs-Kreuzes zurückverlegt und ist eine schlichte Stahlkonstruktion. Es wurde Palmsonntag 2004 eingeweiht. |                |
| Endstraße 19a (Lage)                                                      | Linden-Neusen   | 1970                   | moderne Kreuzanlage auf Blausteinplatte, darüber Metallbänder, ein Kruzifix darstellend in einer Art Mandorla aus 1970 vom Kunstschmied Heinz Zitzen; neuer Standort seit 2021. Vorher Blaustein-Unterbau auf Ziegelsteinaltar. |                |
| Euchener Straße 36 (Lage)                                                 | Euchen          | unbekannt              | angebracht an der Wand von St. Willibrord, als Ersatz für das im Zweiten Krieg zerstörte Kreuz, Holz mit Kruzifix unter Schutzdach, Gesamthöhe 250 cm. |                |
| Euchener Viehweg/ Holzweg (Lage)                                          | Euchen          | um 1900                | Kreuz vom aufgelösten Broicher Friedhof, 1948 am heutigen Standort aufgestellt, 2011 aufwändig restauriert, neuer Sockel aus Naturstein (vorher Kunststein), Kreuz von ca. 1900, Gesamthöhe 195 cm, Kruzifix 2018 gestohlen. Im Sockel ist die Inschrift: „MEIN JESUS BARMHERZIGKEIT“ eingraviert. | weitere Bilder |
| Fastradaallee (bis 2017 Kütgensallee) (Lage)                              | Scherberg       | Juni 2013              | Holzkreuz an der Biegung des Zugangsweges zum Wurmtal hinter Gut Kaisersruh, aufgestellt zur Erinnerung an zwei Opfer des Zweiten Weltkriegs; angebrachte Plakette mit der Inschrift „Dieses Kreuz erinnert an die Opfer, die in den Kriegsjahren 1944/45 in Würselen ums Leben kamen“ „Man kann nicht lernen, die Lebenden zu lieben, wenn man die Erinnerung an die Gefallenen nicht bewahren kann. K. Rokossowski (russ. Marschall, II WK)“ Stellvertretend für die amerikanischen Opfer: 1st Lt. R. A. Remik geb.: 09.05.1915 in New Hamshire [sic] / USA gefallen: 15.10.1944 in Würselen Stellvertretend für die deutschen Opfer: Zivilist Hubert Aretz geb.: 30.12.1908 in Würselen am 23.03.1945 durch eine Mine tödlich verletzt Aufgestellt durch: ZIF, Zeitgeschichte Interdisziplinäre Forschungsgruppe http:www.zif-info.de Errichtet Juni 2013 | weitere Bilder |
| Feldstraße 82 (Lage)                                                      | Weiden          | unbekannt              | Metallkreuz an der Hauswand |                |
| Gartenstraße/ Kaisersfeldchen (Lage)                                      | Broichweiden    | unbekannt              | Steinkreuz mit Kruzifix und Altarsockel. Im Altar ist die Inschrift: „MEIN JESUS BARMHERZIGKEIT“ eingraviert. |                |
| Gouleystraße 133 (Lage)                                                   | Morsbach        | 1947                   | Dreigeschossiger Sockel auf Natursteinplatten, Blaustein, Kruzifix aus Messing, 259 cm hoch, an der Stelle der 1879 abgebrochenen Balbinakapelle aus dem 15. Jahrhundert. Im Postament ist die Inschrift: „O Kreuz unsere Hoffnung sei gegrüßt!“ eingraviert. Die Gesamtanlage steht seit dem 4. Oktober 1985 unter der Nummer A 76/St unter Denkmalschutz. |                |
| Grindelstraße/ Heidestraße (Lage)                                         | Bardenberg      | 1887                   | Steinkreuz mit Kruzifix, 260 cm hoch. Der ursprüngliche Standort war auf der gegenüberliegenden Straße, wegen des Baus eines Transformatorenhäuschens war eine Translozierung notwendig geworden. Im Jahr 1975 Erneuerung von Kreuzbalken und -stamm. Im Jahr 1983 wurde der Korpus gestohlen und durch einen neuen ersetzt. Im Postament ist die Inschrift: „IHS – Im Kreuz allein ist Heil. – 1887“ eingraviert. Die Gesamtanlage steht seit dem 4. Oktober 1985 unter der Nummer A 77/St unter Denkmalschutz. |                |
| Grüner Weg Würselener Weg (Lage)                                          | Weiden          | ca. 1890               | Im Dommerswinkel lag an der alten römischen Heerstraße von Köln nach Maastricht (Grüner Weg) eine kleine Kapelle (Heiligenhäuschen). Es war auch bekannt unter den Namen Josefshäuschen, Josthäuschen oder auch Jues-Hüssje. Im Jahr 1843 war sie baufällig geworden und wurde niedergelegt. An dieser Stelle steht nun das Kreuz. Blausteinsockel mit Betonkreuz, darauf Holzkreuz mit Kruzifix; oben auf dem Kreuz angebrachte Plakette mit der Inschrift „INRI“, Gesamthöhe 180 cm. Eingraviert: „Mein Jesus Barmherzigkeit“. |                |
| Haalerer Straße 1/ Oppener Straße (Lage)                                  | Oppen-Haal      | 1901                   | Blausteinkreuz auf gestuftem Unterbau, darauf Kreuz mit Kruzifix; Gesamthöhe 253 cm. Eingraviert im Postament: „Mein Jesus Barmherzigkeit“ und unten die Jahreszahl „1901“. Korpus wurde im Jahr 2023 restauriert. |                |
| Hauptstraße Rudolf-Blum-Straße (Lage)                                     | Broichweiden    | 2013                   | Steinkreuz mit eingraviertem aufgerichtetem Christkönig; der Stein steht auf dem Jodokusplatz, dem ehemaligen Altarstandort sehr nahe gelegen. Hier stand die alte Jodokuskapelle von Weiden, die dem heiligen Jodokus geweiht war. Sie wurde 1904, nach Fertigstellung der neuen Kirche St. Lucia niedergelegt. Der Stein markiert die Stelle, die seit dem 16. Juni 2005 unter der Nummer B 11 in der Liste der Bodendenkmäler der Stadt Würselen eingetragen ist. |                |
| Hauptstraße (Lage)                                                        | Broichweiden    | 19. Jh.                | Missionskreuz an der Außenwand von St. Lucia in Broichweiden. Das Kreuz hing früher an der Jodokuskapelle am Jodokusplatz. Die alte Kapelle wurde 1904 nach Fertigstellung der neuen Kirche niedergelegt. Holzkreuz Dreipässen und Kruzifix unter Schutzdach, Plakette mit der Inschrift „INRI“. Inschrift am Stamm unten: „Rette Deine Seele Mission 1891 1906 1925 1934 1950“. |                |
| Heidestraße/ Alter Schüttsberg (Lage)                                     | Bardenberg      | 1891                   | Blaustein mit Kruzifix, 281 cm. Eingemeißelt im Postament: „Mein Jesus Barmherzigkeit! – 1891“ Seit dem 4. Oktober 1985 steht das Kreuz unter der Nummer A 78/St unter Denkmalschutz. |                |
| Kaiserstraße 2 Bissener Straße (Lage)                                     | Zentrum         | 1946/1947              | Dreistufiger Blausteinsockel, darauf Kreuz mit Dreipassendungen und Korpus, 225 cm hoch, aufgestellt als Ersatz für ein in der NS-Zeit entferntes Kreuz. Der Korpus wurde Anfang Juni (oder Mai?) 2022 gestohlen. |                |
| Kleine Straße/ Gouleystraße 32 (Lage)                                     | Morsbach        | unbekannt              | Holzkreuz mit Dreipassendungen an Hauswand, 130 cm. |                |
| Klosterstraße 30 Lehnsstraße (Lage)                                       | Zentrum         | 19. Jhd. (?)           | Kreuzanlage vor dem Senioren- und Pflegezentrum St. Antonius. Gestufter Unterbau, Blaustein mit Kruzifix, Gusseisen, 1974 restauriert. 190 cm hoch. |                |
| Krefelder Straße 75a/ (Lage)                                              | Morsbach        | 19. Jhd.               | Kreuzanlage aus Nivelsteiner Sandstein, Gusseisernes Kruzifix, Gesamthöhe: 245 cm, Inschrift im Postament „IHS“ mit Kreuz auf dem Querbalken des „H“. Name des Kreuzes ist Immelen. Die Gesamtanlage steht seit dem 4. Oktober 1985 unter der Nummer A 84/St unter Denkmalschutz. |                |
| Kreuzplatz (Lage)                                                         | Scherberg       | 1876                   | Aufgestellt im Jahr 1876 als Gemeindekreuz für die Gemeinde Scherberg. 1950 Errichtung der heutigen Anlage mit Backsteineinfassung und Altartisch. Steinkreuz auf vierseitigem Sockel und spitzgiebeliger Nische im Mittelabschnitt. Oben auf dem Kreuz angebrachte Plakette mit der Inschrift „INRI“ Auf dem untersten Sockel steht „Jesus sei mir gnädig! Jesus sei mir barmherzig! Jesus verzeih mir meine Sünden“. Gesamthöhe 382 cm. Die Gesamtanlage steht seit dem 4. Oktober 1985 unter der Nummer A 71/St unter Denkmalschutz. | weitere Bilder |
| Lindener Straße 84 (Lage)                                                 | Linden-Neusen   | 1822                   | Steinernes Gedenkkreuz, eingemauert in der Seitenwand des Hauses. Inschrift (soweit leserlich): „1822 ... Oktober starb Leonard Nacken von Siersdorf hier an einer Verblutung im 55ten Jahr seines Alters. Er ruhe in Frieden.“ Laut Angaben der WGfF war in der Tat der Ackerer Leonard Nacken aus Siersdorf im Oktober 1822 in Linden unter einem Wagen gekommen und tödlich verunglückt. |                |
| Lindener Straße 154 (Lage)                                                | Linden-Neusen   | 1921                   | Missionskreuz nördlich neben St. Nikolaus. Weißer Sandstein mit Kruzifix auf zweigeschossigem achtseitigem Unterbau, 1985 restauriert, Schriftrolle mit der Inschrift „INRI“; in der Mittelnische „Rette deine Seele. – Mission – 1921“ Gesamthöhe 420 cm. |                |
| Lindener Straße/ Ackerstraße (Lage)                                       | Linden-Neusen   | 1756                   | Sockel aus Kalkstein mit gerundetem Kopf, Holzkreuz mit Kruzifix, in den Kreuzstamm Inschrift „INRI“ geschnitzt, im Kreuzstamm „S.CRUX – MISSIONIS – 1756 – 16.7 BRIS – CONRAD – OTHMAN“. Restaurierung in 1972, Gesamthöhe 370 cm. Die Gesamtanlage steht seit dem 4. Oktober 1985 unter der Nummer A 83/St unter Denkmalschutz. |                |
| Lindenplatz 11 (Lage)                                                     | Zentrum         | unbekannt              | Oben auf dem Kreuz angebrachte Plakette mit der Inschrift „INRI“ Die Gesamtanlage steht seit dem 5. Mai 1990 unter der Nummer A 116/St unter Denkmalschutz. | weitere Bilder |
| Marienstraße (Lage)                                                       | Scherberg       | unbekannt              | Kreuz aus Gusseisen mit der Inschrift „INRI“ vor dem Kolumbarium von St. Marien in Scherberg. |                |
| Martin-Luther-King-Straße/ Bossekuhler Weg (Lage)                         | Morsbach        | 1950                   | Im Jahr 1950 wurde die Kreuzanlage errichtet, 1989 restauriert. Eingraviert: „ZUM GEDENKEN AN DIE ZIVIL- UND KRIEGSGEFALLENEN 1939–1945“. |                |
| Nassauer Straße/ Jülicher Straße (Lage)                                   | Vorweiden       | 1937                   | weiß getünchte Kreuzanlage aus Beton in Art eines Heiligenhäuschens, angebaut an der Seitenwand vom Hotel Mennicken. Mittig eine Rundbogennische mit braunen Ziegelsteinen als Rahmung, darin ein reliefartiges Kreuz mit Jesuskopf in der Kreuzmitte, weit vorkragendes Satteldach, unten vorgebauter Altartisch; Gesamthöhe 330 cm. Eingemeißelt in den Seitenfeldern der Nische: „Das ist der Sieg, der die Welt überwindet, unser Glaube“ „1 JOH 5.4.“. „Herr, hilf meinem Unglauben“ „MK. 9, 23“ |                |
| Nassauer Straße/ Eschweiler Straße (Lage)                                 | Vorweiden       | 1935                   | Blausteinkreuz mit Kruzifix. Oben an dem Kreuz angebrachte metallene Plakette mit der Inschrift „INRI“. Gesamthöhe 255 cm. |                |
| Neuhauser Straße 81 (Lage)                                                | Zentrum         | 1877                   | Zur Erinnerung an einen tödlichen Unfall eines Kutschers von dessen Angehörigen im Jahr 1877 errichtet. Die Formen sind der Gotik entlehnt, Blausteinsockel, Gusseisen mit Kruzifix, 198 cm hoch. Aufgrund des Abbruchs und des Neubaus des Gebäudes, vor dem das Kreuz stand, wurde es im Jahre 2014 mit neuem Sockel statt in Richtung Klosterstraße in Richtung Neuhauser Straße transloziert. Im Dezember 2019 wurde es durch Vandalismus beschädigt. Das Kreuz brach an der empfindlichen Stelle auf Höhe des Vierschneußes. 2020 konnte das Kreuz wiederhergestellt werden. Ein nicht mehr auffindbares Teil des Vierschneußes wurde rekonstruiert. Kurze Zeit nach dem Wiederaufstellen des Kreuzes wurde es im November 2020 wieder Opfer von Vandalismus, aber wieder hergestellt. Seit dem 4. Oktober 1985 steht das Kreuz unter der Nummer A 82/St unter Denkmalschutz. |                |
| Neuhauser Straße/ Klosterstraße/ Pricker Straße (Lage)                    | Zentrum         | 1950                   | Kreuzanlage der Bürger Neuhaus Prick, Naturstein, Kreuz mit Korpus und Altar. Inschrift: „SEIN TOD – UNSER LEBEN“. |                |
| Neusener Straße 82 (Lage)                                                 | Linden-Neusen   | vor 1954               | Kreuzrelief mit Blausteinrahmen an der Hauswand als Ersatz für ein zugemauertes Hausfenster, Jesuskopf in der Kreuzmitte, Pax-Zeichen im Schlussstein des Fenstersturzes, Inschrift in den Freiflächen: „IM KREUZ IST HEIL“. |                |
| Neusener Straße 51 (Eibenhof) (Lage)                                      | Linden-Neusen   | 1870                   | Metallkreuz mit stilisierten Dreipassendungen und aufgesetztem Kruzifix an der nordöstlichen Eingangsfassade des Hauses hinter dem schmiedeeisernem Durchfahrtstor. Runder Blausteinsockel mit Gravur 1870, Kreuz reich ornamentiert, Gesamthöhe 180 cm. Mittig eine runde Medaillonfläche, darunter ein bildartig eingerahmter Engel |                |
| Paulinenstraße (Lage)                                                     | Scherberg       | unbekannt              | Weißes Holzkreuz mit Korpus vor Schützenheim. |                |
| Pley 16–18 (Lage)                                                         | Bardenberg      | ca. 1880               | Sockel aus Blaustein, Kreuz aus Puddeleisen mit Kruzifix, 211 cm, ca. 1880. In der Kreuzmitte hinter dem Korpus ein sechseckiger Stern, oberhalb davon ein geschwungenes Schild mit gespalteten Enden. Die Kreuzenden sind zu Rautenblättern ausgeschmiedet. Korpus aus Bronze 1980 erneuert Alter Standort war früher an der Antoniuskapelle in Pley, 1958 Translozierung an jetzigen Standort. Seit dem 4. Oktober 1985 steht das Kreuz unter der Nummer A 85/St unter Denkmalschutz. |                |
| Pleyer Straße/ Bergstraße (Lage)                                          | Bardenberg      | ca. 1880               | Kreuzanlage Siedlung Lothsief, Kreuz aus Puddeleisen mit Kruzifix, 284 cm, ca. 1880. Seit dem 4. Oktober 1985 steht das Kreuz unter der Nummer A 72/St unter Denkmalschutz. | weitere Bilder |
| Ravelsberger Straße 100 (Lage)                                            | Oppen-Haal      | 1756                   | Missionskreuz (Kreuzanlage Haal), Metallgehäuse im Stil eines Heiligenhäuschens mit spitzgiebeligem Satteldach sie mit schmiedeeisernem Gitterwerk und Stützstreben, 1950 restauriert, Kruzifix 1981 demoliert. Holzkreuz auf rückseitiger durchgehender Metallwand, Gesamthöhe 470 cm. Seit dem 4. Oktober 1985 steht das Kreuz unter der Nummer A 86/St unter Denkmalschutz. |                |
| Ravelsberger Straße/ Haaler Straße/ Haaler Dreieck/ Am Wisselsbach (Lage) | Oppen-Haal      | 1961/1962              | Mittig in modernem Stil eingemeißelte Jesusfigur am Kreuz. An der Seite eingraviert: „GESTIFTET VON DEN HAALER BÜRGERN 1961–62“. | weitere Bilder |
| Salmanusplatz (Lage)                                                      | Dobach          | unbekannt              | mächtiges Steinkreuz mit Kruzifix, flankiert von goldfarbenen Figuren mit Darstellungen der hl Anna und der Mutter Maria, breiter Altarunterbau, darin das Christusmonogramm „Chi-Rho“ eingraviert: ☧. |                |
| Salmanusstraße (Lage)                                                     | Dobach          | 1902                   | Das Salmanuskreuz in Würselen-Dobach steht an der Stelle, wo früher die Salmanus-Kapelle stand; sie wurde 1802 geschlossen und 1818 niedergelegt. Salmanus war ein Einsiedler, der hier lebte. Nach seinem Tod wurde über seinem Grab die Kapelle erbaut. Früher war hier die Salmanusquelle (auch Dobachquelle). Blausteinstufen, Naturstein, 370 cm hoch. Der große alte Lindenbaum mit dem Jakobswegzeichen steht am Jakobsweg, der von Dortmund – Düsseldorf – Neuss kommend über Jülich zum Aachener Dom führt und weiter nach Maastricht und/oder Lüttich durch Belgien (als „Via Mosana“) Richtung Frankreich und schließlich nach Santiago de Compostela; Spanien. Inschrift im Postament: „Darin haben wir erkannt die Liebe, Dass er für uns sein Leben eingesetzt hat.“ I Joh. 6. 13. Inschrift auf dem unteren Sockel: „Mein Jesus Barmherzigkeit!“ Inschrift eingemeißelt im Zwischensockel auf der rechten Seite: „gewidmet von Jos. Quanten 1902 – H. Meesen, Würselen“ Die Gesamtanlage steht seit dem 4. April 1984 unter der Nummer A 87/St unter Denkmalschutz. | weitere Bilder |
| Salmanusstraße/ Dobacher Straße (Lage)                                    | Dobach          | 1875                   | Hohes rostbraunes und schlankes Steinkreuz auf bildstockähnlichem Sockel mit Spitzdach und langgestreckter Nische für die Kerzenablage. Über dem hellgrauen Korpus eine angebrachte Plakette mit der Inschrift „INRI“ Im Sockel ist die Inschrift: „CHRISTUS SALUS NOSTRA“ eingraviert. Gesamthöhe 375 cm. | weitere Bilder |
| Sankt-Jobser-Straße in der Batzkull (Lage)                                | St. Jobs        | 1962                   | Holzkreuz (alter Telegrafenmast) mit Schutzdach und kleinem Metallkreuz, darauf Kruxifix; Gesamthöhe 211 cm. Im Stamm oben eingelassene Metallplakette mit der Inschrift „Eingesegnet Fronleichnam 1962“. Unter dem Korpus angebrachte Inschrift „JEDER TAG DEINES LEBENS WIRD DEIN GERICHT! MEIN JESUS, BARMHERZIGKEIT! GEDENKSTAETTE ALLER GEFALLENEN BEIDER WELTKRIEGE. R. I. P.“ |                |
| Schulstraße/ Hauptstraße (Lage)                                           | Broichweiden    | 1991                   | Dreigeschossiger Sockel, Steinkreuz mit Kruzifix, 1991 errichtet (Johann Schoener u. Josef Thevis) als Ersatz für die Anlage aus 1863, 1944 beschädigt, 1966 zerstört. | weitere Bilder |
| Scherberger Straße 70–72 (Lage)                                           | Scherberg       | unbekannt              | Holzkreuz, Holz unter Schutzdach, 265 cm hoch, aus Mitte 19. Jhd., 2021 aufwändig restauriert, kurz darauf wurde der Kruxifix gestohlen, bis auf einen Arm wiedergefunden. Seit dem 4. Oktober 1985 steht das Kreuz unter der Nummer A 89/St unter Denkmalschutz. | weitere Bilder |
| Schweilbacher Straße/ Brunnenstraße (Lage)                                | Schweilbach     | unbekannt              | Breite Gedenkkreuzanlage aus Bruchsteinen mit einem kräftigen steinernen Kreuz auf einem vorgesetzten altarähnlichen Vorbau. Oben auf dem Kreuz angebrachte metallene Plakette mit der Inschrift „INRI“. Im geschwungenen breiten Basissockel mit metallenen Großbuchstaben ist die Inschrift „DEN TOTEN UND VERMISSTEN“ angebracht. Im Sockelbereich unter dem Kreuz ist ein Steinrelief mit einem symbolischen Kelch mit aufgesetzter Hostie eingelassen. |                |
| Schweilbacher Straße 51 (Lage)                                            | Schweilbach     | 1830                   | Kreuz mit Kruzifix, Holz unter Schutzdach, 281 cm hoch, aus 1830. Bei der Restaurierung im Jahr 2020 wurde die kleine ursprüngliche Plakette mit der Inschrift „INRI“ hinter dem Korpus wiedergefunden und angebracht. Im Querbalken eingeritzt: „ANNO 1830“. Seit dem 4. Oktober 1985 steht das Kreuz unter der Nummer A 90/St unter Denkmalschutz. |                |
| Schweilbacher Straße (Lage)                                               | Schweilbach     | unbekannt              | Kreuz der St. Sebastianus Bogenschützen Gesellschaft Schweilbach 1880 e. V. am Schießstandgelände. Weißer Korpus hinter Glasscheibe in rautenartigem hellem Gehäuse. |                |
| Stegerstraße 23 (Lage)                                                    | Linden-Neusen   | unbekannt              | Steinkreuz mit Kruzifix, eingemeißelte Inschrift im Postament: „Mein Jesus Barmherzigkeit“. |                |
| Südstraße/ Meisberg (Lage)                                                | Scherberg       | 1867                   | Hoher, breiter Sockel, durch Gesimse gegliedert, Knorpelkreuz, Blaustein mit Kruzifix, 318 cm hoch. Eingraviert im Postament: „OH HEILIGES KREUTZ SEI UNS GEGRÜST. DU UNSERE EINZIGE HOFFNUNG BIST, DEN FROMMEN MEHR GERECHTIGKEIT DEN SÜNDER SCHENK BARMHERZIGKEIT“. „SCHERBERG DEN 18 APRIL 1867“ Nach Überlieferung wurde die Kreuzanlage von einer Gutsfrau als Dank für überstandene Notzeiten 1867 errichtet. Bis etwa 1956 stand die Kreuzanlage auf einer Plattform innerhalb eines geschlossenen Gitterzauns und war von mehreren Linden umgeben. Seit dem 4. Oktober 1985 steht das Kreuz unter der Nummer A 93/St unter Denkmalschutz. Am 15. Februar 2025 wurde das Kreuz von Jugendlichen durch Vandalismus zerstört. Jetziger Zustand (Juli 2025): |                |
| Tellebenden (Lage)                                                        | Morsbach        | ca. 19. Jh.            | Holzkreuz mit kleinem hellem Korpus, aufgestellt auf einem Steinsockel, davor aufgebaut querrechteckiger Altartisch aus Bruchsteinen mit Granitplatte, Gesamtanlage hinter schmiedeeisernem Gitter, Gesamtanlage 1987 restauriert |                |
| Waldstraße 6 (Lage)                                                       | Morsbach        | unbekannt              | Metallkreuz (ohne Korpus) auf kurzem Marmorsockel mit der Inschrift „MEIN JESUS BARMHERZIGKEIT“ |                |
| Waldstraße 15 (Lage)                                                      | Morsbach        | unbekannt              | einfaches grau gestrichenes Holzkreuz in Metallfuß, grauer Korpus |                |
| Weiweg Et Puttese Krüzje (Lage)                                           | Elchenrath      | 2017 (aktuelles Kreuz) | Über das Puttese Krüzje gibt es viele Geschichten und Legenden. An dieser Stelle soll ein kleiner Bauernjunge bei einem Gewitter vom Blitz erschlagen worden sein, als er auf dem Nachhauseweg mit dem Zaumzeug der Pferde vom Sattler aus Weiden war. Der Spitzname des Jungen war wohl Puttes, was so viel wie Blutwurst im Dialekt hier bedeutet. Die Eltern errichteten an der Stelle, an der sie das tote Kind fanden, ein Steinkreuz. In einer Pfarrchronik aus dem Jahr 1771 wird schon der Flurname am Puttes erwähnt. Das aktuelle Kreuz wurde im September 2017 hier aufgestellt, da das alte Kreuz völlig morsch geworden und nicht mehr zu reparieren war. Das neue Kreuz ist aus Mooreiche und der Korpus wurde aus Eisen von Frank Zimmermann geschmiedet. Das vorherige Wegkreuz an dieser Stelle wurde 1981 von Matthias Breuer errichtet. Es war ein Holzkreuz mit Kruzifix. |                |
| Weiweg/ Kaisersweg Et Ehrenbergs Krüzje (Lage)                            | Elchenrath      | unbekannt              | Weißes Holzkreuz ohne Sockel in mit Bruchsteinen eingerahmtem und bepflanztem rundem Blumenbeet. In der Kreuzmitte ist ein weiteres kleines braun-goldenes Holzkreuz angebracht mit kleinem bronzefarbenem Korpus. |                |

## Liste ehemaliger Wegkreuze
| Standort              | Stadt-/Ortsteil | Datierung | Beschreibung/Inschrift | Bild |
| --------------------- | --------------- | --------- | --- | ---- |
| Holzweg (Lage)        | Vorweiden       | 19. Jh.   | Hinweisschild zu einem ehemaligen Wegkreuz am Grehküllchen zur Erinnerung an Wilhelm Rüben, der an dieser Stelle am 22. Juni 1822 tödlich verunglückte. Das Kreuz gilt als verschollen. |      |
| Friedhofstraße (Lage) | Broichweiden    | 1971      | Ehemaliges Wegkreuz vom Jodokusplatz (Eschweiler Straße; alte Kirche), Sandstein, 400 cm hoch, aus dem Jahr 1971. Auf dem Jodokusplatz stand die alte Jodokuskapelle von Weiden, die dem heiligen Jodokus geweiht war. Sie wurde 1904, nach Fertigstellung der neuen Kirche St. Lucia abgerissen. Das große Kreuz aus Sandstein wurde 1971 aufgestellt und stand auf dem ehemaligen Friedhof der Kapelle. Nach der Umgestaltung des Platzes und archäologischen Untersuchungen kam das Kreuz 2002 auf den neuen Friedhof in Weiden. Die bei den Grabungen gefundenen Knochen sind heute in einem Ossuar vor dem Kreuz erneut bestattet. |      |